# En dans till tidens musik
En dans till tidens musik är en oljemålning av den franske barockkonstnären Nicolas Poussin. Den är målad omkring 1634–1636 och utställd på Wallace Collection i London.
Poussin föddes 1594 i Normandie, men var bosatt i större delen av sitt liv i Rom där han utvecklade ett klassiskt måleri. Han intresserade sig inte nämnvärt för sin samtid utan fokuserade helt och hållet på historiska, mytologiska och bibliska motiv. En dans till tidens musik beställdes av Giulio Rospigliosi, sedermera påve Clemens IX. Troligtvis är det han som bestämt målningens komplicerade ikonografi som inte helt har kunnat uttolkas. De fyra dansarna är allegoriska gestalter: Välståndet, Njutningen, Fliten och Fattigdomen. De ska möjligen också representera årstiderna. Den bevingade mannen som spelar lyra är fader Tiden vars attribut är ett timglas. Den tvåhövdade statyn föreställer Janus. Högt uppe i skyn passerar morgonrodnadens gudinna Aurora (Eos) och efter henne färdas solguden Apollon i sin vagn. Han följs av horerna.   
Målningen förblev i familjen Rospigliosis ägo till 1806 då Joseph Fesch köpte den. Därefter inköptes den av Richard Seymour-Conway, 4:e markis av Hertford vars illegitime son Richard Wallaces änka instiftade museet Wallace Collection där tavlan hänger än idag. 
Målningen har gett namn till Anthony Powells romanserie A dance to the Music of Time (1951–1975).   